# Kimbell Art Museum

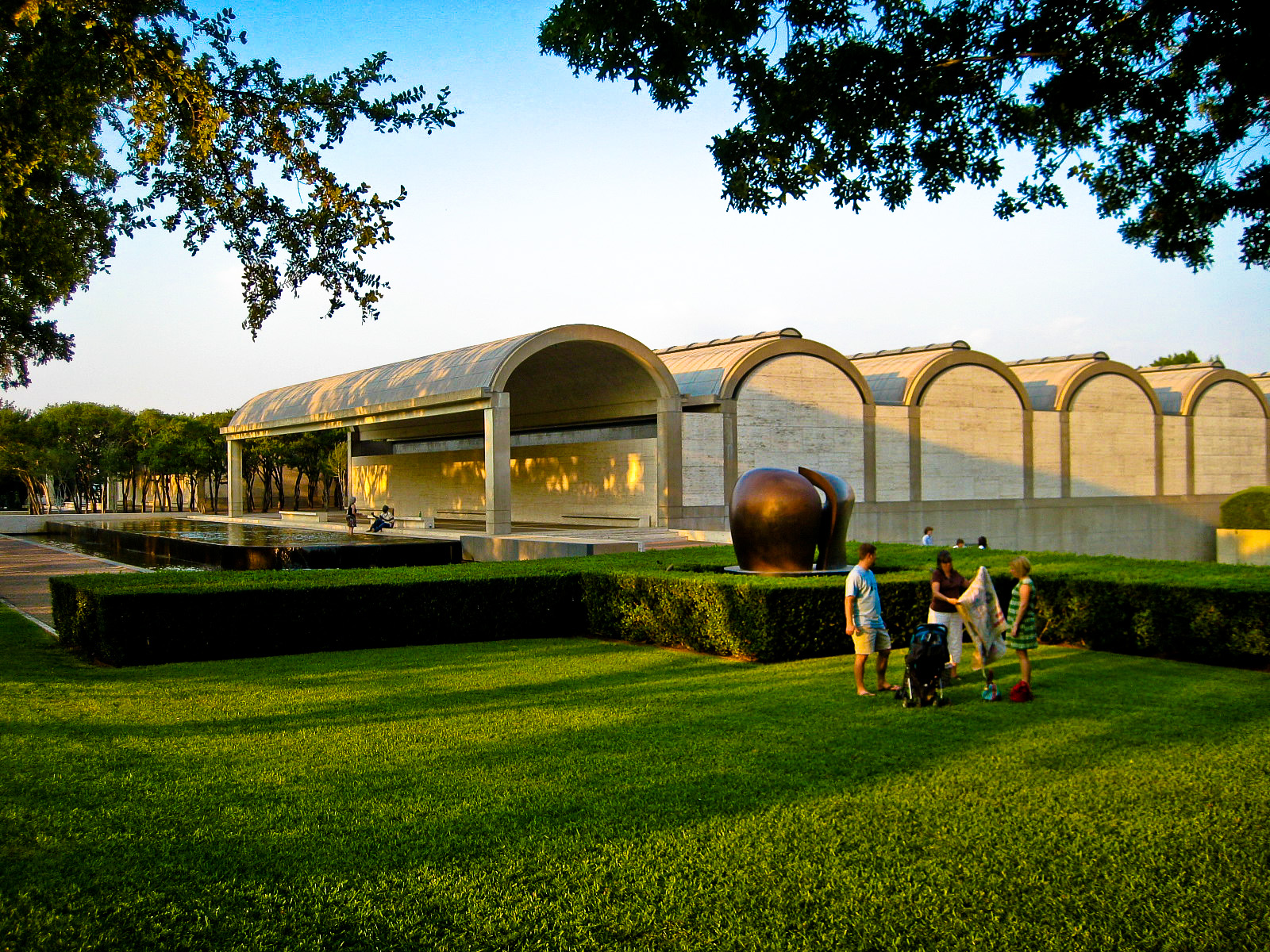
Museumsgebäude

Das Kimbell Art Museum ist ein Kunstmuseum in Fort Worth in Texas, Vereinigte Staaten.

## Geschichte
Die Initiative, ein Kunstmuseum für die Bewohner von Texas zu errichten, ging von dem texanischen Industriellen und Sammler Kay Kimbell (1886 – April 1964) aus. Er bestimmte in seinem Testament, dass ein solches Museum gebaut werden solle. Seine Frau Velma Fuller Kimbell entschied sich, das gesamte Erbe für diesen Zweck einzusetzen, und spendete ihren Erbanteil für die Kimbell Art Foundation (Kimbell-Kunststiftung), die noch heute Betreiber des Museums und dessen Sammlung ist. Der Eintritt ist für alle Zeit kostenfrei.
Der Stiftungsrat befasste sich in der Folge intensiv mit Museumsarchitektur, besichtigte Museen in Europa und den Vereinigten Staaten und beriet sich mit führenden Museumsdirektoren und Kunstexperten. 1965 wurde als erster Direktor Richard Fargo Brown verpflichtet. In der Folge wurde das Sammlungskonzept und ein detailliertes Raumprogramm für das zu planende Museum ausgearbeitet. Der Auftrag zur Planung des Museums wurde im Herbst 1966 direkt an Louis I. Kahn vergeben, im darauffolgenden Winter begann Kahn mit den Entwürfen. Bis zum Jahre 1969 entstanden vier Versionen für das Projekt. Im Jahre 1972 wurde das Museum eröffnet. 2008 kündigte das Museum Erweiterungsbauten durch den Architekten Renzo Piano an.

## Architektur

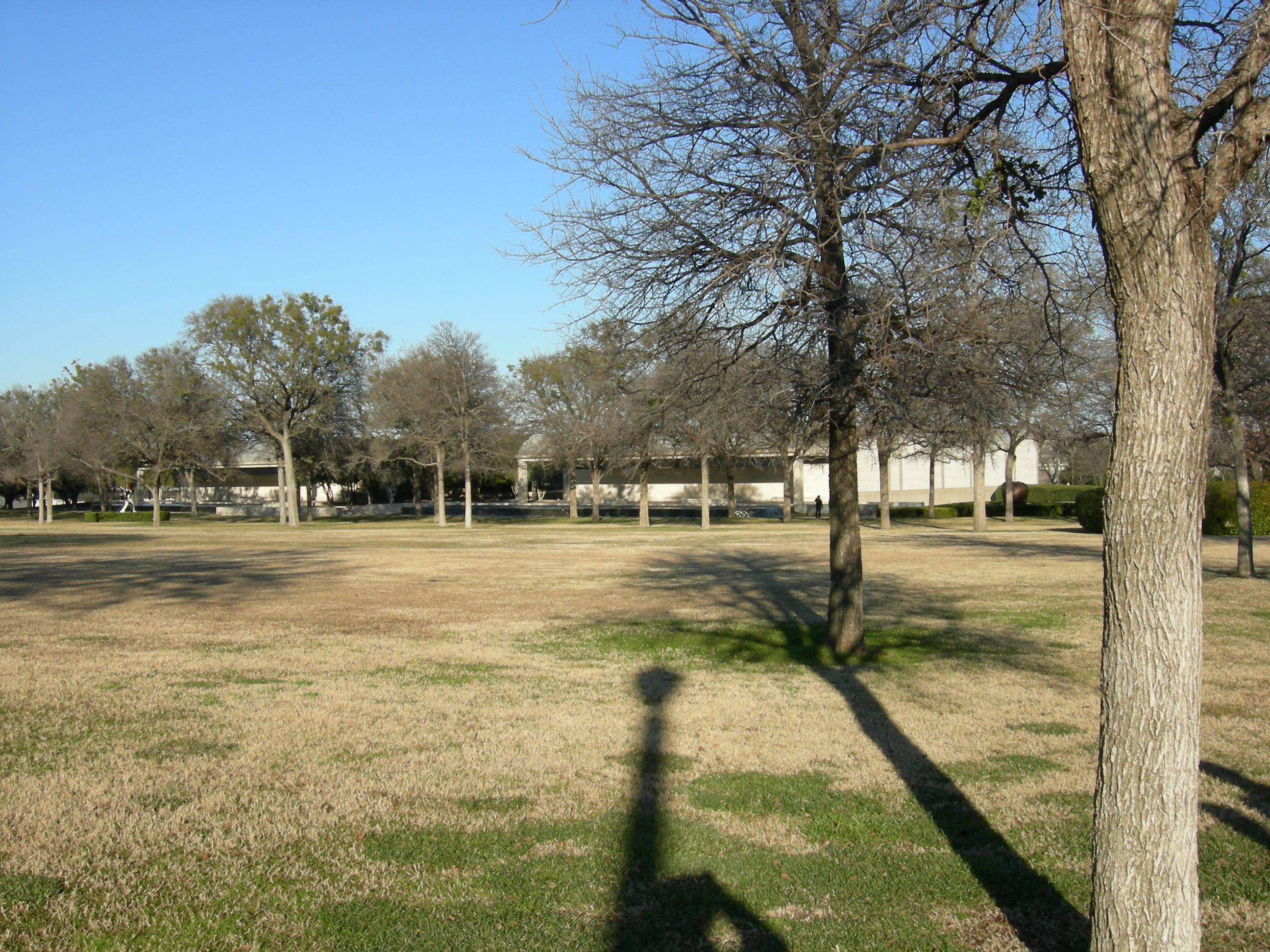
Ansicht von West

Das Gebäude ist von drei Seiten von Straßen umgeben, zum Westen hin liegt ein Park, der schon vor 1972 bestand. Dorthin orientierte Kahn den Haupteingang. Der Zugang für Besucher mit PKW erfolgt vom Parkplatz im Norden und Osten auf einer tieferliegenden Ebene, so dass das Gebäude im Untergeschoss betreten wird. Über eine symmetrische Treppenanlage gelangt man von dort in die zentrale Eingangshalle. Auf der Nordseite wurde – ebenfalls auf der tieferen Ebene – die Anlieferung untergebracht. Nach Süden liegen terrassierte Grünanlagen und ein Skulpturengarten; die Gestaltung der Landschaftsarchitektur übernahm die Landschaftsarchitektin Harriet Pattison.
Der Grundriss des Erdgeschosses zeigt einen dreiteiligen, symmetrischen Aufbau des Museums. In der Mitte liegt der Eingangshof, das Foyer mit Museumsshop, dahinter eine Verwaltungszone und der Aufgang zur Bibliothek im ersten Obergeschoss. Im Südflügel befindet sich die Fläche für Wechselausstellungen, ein Café an einem Lichthof und ein Auditorium. Der Nordflügel ist komplett als Ausstellungsfläche genutzt, in deren Mitte zwei Lichthöfe angeordnet wurden. Weitere Nebenräume wurden im Untergeschoss untergebracht. Die Grundfläche beträgt rund 11000 Quadratmeter.

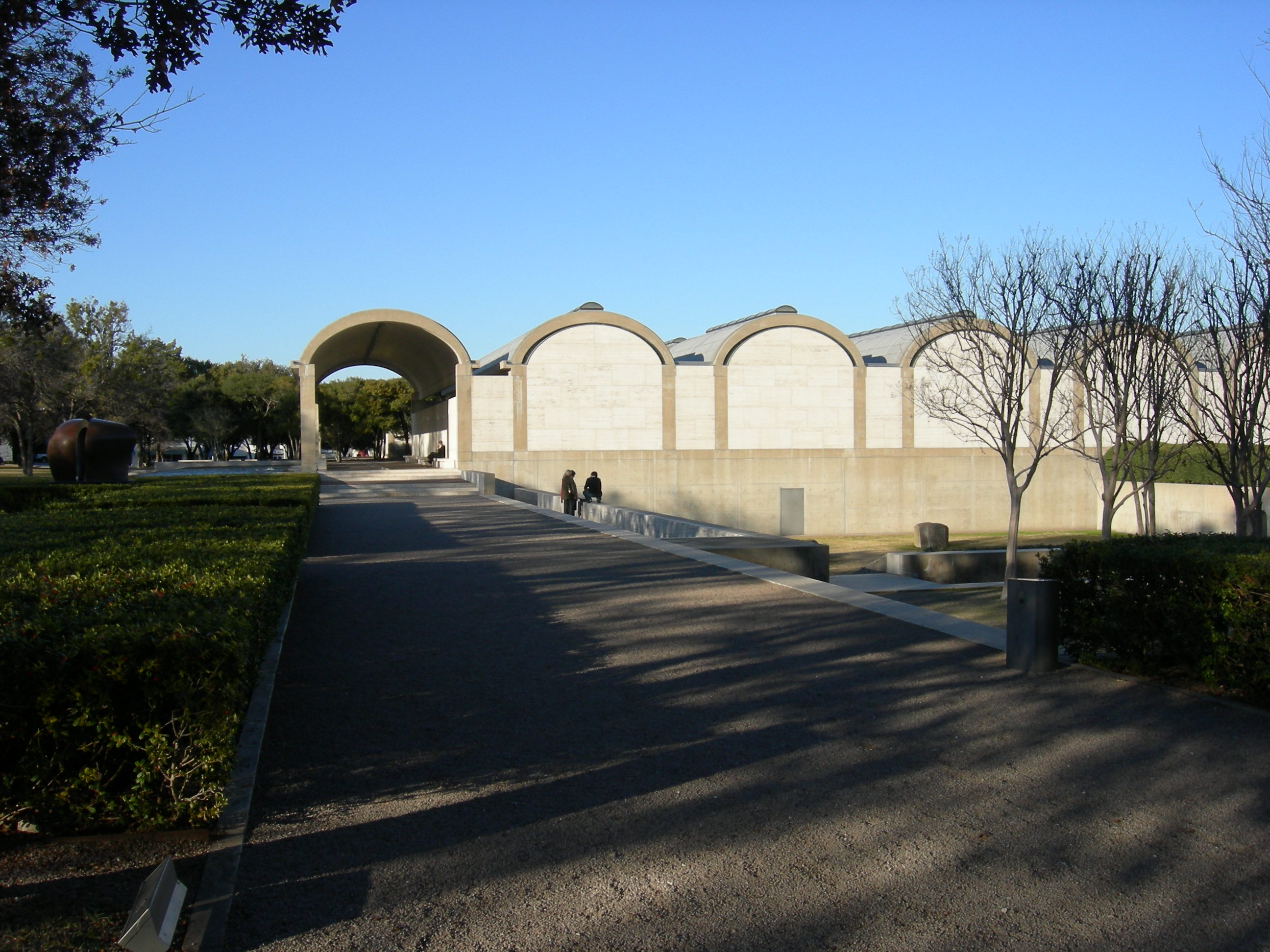
Ansicht von Süd, Schalenelemente

Kahn gliederte die Gesamtfläche in elementierte Einheiten. Das Gebäude besteht aus insgesamt sechzehn parallel angeordneten Tonnendächern. Jeweils sechs bilden den Nord- und den Südflügel und vier das zentrale Gebäude. Diese Tonnendächer, die den Aufbau des Gebäudes entscheidend prägen, sind innen jeweils 30,5 m lang, 6 m hoch und 7 m breit. Sie bestehen jeweils aus zwei dünnen Spannbeton-Schalen, die im Scheitel durch einen Lichtschlitz voneinander getrennt und nur alle drei Meter durch kurze Betonstäbe verbunden sind. Die Dachform entspricht einer Zykloide, der Kurve, die ein Punkt eines Rades beim Abrollen beschreibt, wodurch die gewünschte niedrige, aber dennoch elegante Dachform erreicht wurde. Anders als echte Gewölbe lagern die von August Komendant für Kahn entwickelten Dachschalen nur an ihren Endpunkten auf Stützen. Aus statisch-konstruktiver Sicht gleichen sie daher eher gebogenen Betonträgern als Tonnengewölben. Durch die weitspannende Konstruktion konnte eine große Flexibilität innerhalb der Ausstellungsfläche erreicht werden. Zwischen den einzelnen Dachelementen liegen niedrigere Zonen für technische Installationen im Deckenbereich. Der sehr große, flache Raum wird durch die Tonnendächer und dem damit verbundenen Wechselspiel von hell-dunkel / Wölbung-Flachdecke / hoch-niedrig strukturiert und gegliedert.
Das Museum wird in weiten Teilen natürlich belichtet, und das Tageslicht wurde von Kahn bewusst zur Gliederung des Raumes eingesetzt. Er benutzte das Licht auf vielfältige Weise, reduzierte, reflektierte und filterte es, so dass aus dem homogenen Tageslicht verschiedenste Licht-, Raum- und Farbkonfigurationen entstehen.

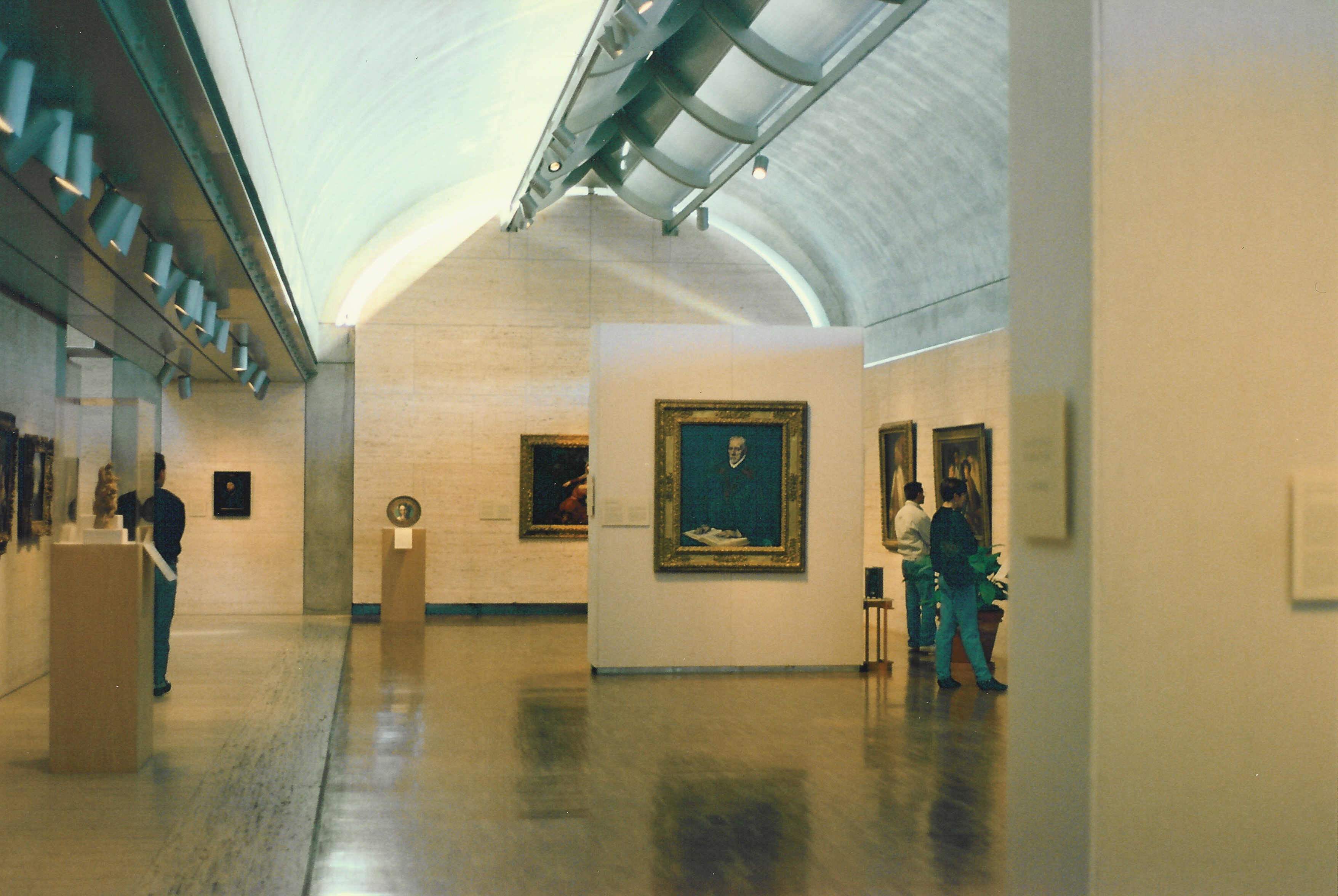
Innenraum des Museums in "silbernem Licht"

- Im Scheitelpunkt der Dachschalen ist ein Lichtschlitz angeordnet. Ein "Lichtkörper" (Kahn) verteilt das Tageslicht gleichmäßig im Raum und verhindert gleichzeitig Blendeffekte. Das Element wurde basierend auf dem Einfallswinkel der Sonne entworfen und besteht aus einem gebogenen Aluminiumblech, das zu 50 % perforiert ist. Die Wölbungen mit ihrem „silbernen Licht“ bilden praktisch einen Reflektorschirm, der Wand- und Bodenfläche optimal ausleuchtet.
- Die Innenhöfe mit ihrem „grünen Licht“ lockern den Grundriss auf, so dass eine Fülle verschiedener Raumeindrücke entsteht.
- Es gibt keine Fenster und keinen Außenbezug. Zwar ist das Gebäude von Tageslicht durchströmt, es bleibt aber trotzdem völlig introvertiert.

Kahn sagte dazu: Jedes Gebäude, jeder Raum braucht natürliches Licht; denn das natürliche Licht hat die Stimmung des Tages. Die Jahreszeiten werden in den Raum hineingebracht. Man könnte sogar sagen, dass die Sonne nicht wusste, wie groß sie war, bevor sie die Wand eines Hauses streifte. Wenn das Licht in einen Raum fällt, dann ist es Dein Licht, es ist für Dich da und für niemand anderen. Es gehört zu diesem Raum. Das Kimbell Art Museum nutzt alles natürliche Licht.
Der von Kahn entworfene und maßgeblich von seinem Tragwerksplaner und Spannbetonexperten August E. Komendant beeinflusste Museumsbau wurde 1998 mit dem Twenty-five Year Award des American Institute of Architects ausgezeichnet.

## Sammlung
Das Museum hat keine eigentlichen Sammelschwerpunkte, sondern erwirbt und präsentiert in der permanenten Sammlung Kunstwerke aus unterschiedlichsten Epochen und Ländern, besonders aus Westeuropa (auch mittelalterliche Kunst) und Asien (China, Japan), antike Kunst (Ägypten, Assyrien, Rom, Griechenland), aber auch Kunst aus Afrika, Ozeanien und präkolumbianische Kunst.
Amerikanische Kunst wird nicht gesammelt, da dafür das benachbarte Amon Carter Museum „zuständig“ ist, und Kunst ab Mitte des 20. Jahrhunderts ebenfalls nicht, da es in unmittelbarer Nachbarschaft in Fort Worth das Modern Art Museum of Fort Worth gibt.
Zur Sammlung zählen unter anderem Werke von Duccio (Auferstehung des Lazarus), Fra Angelico, Parmigianino, Giovanni Bellini, Andrea Mantegna, Michelangelo (Die Versuchung des Heiligen Antonius), Adam Elsheimer (Flucht nach Ägypten), Jan Mabuse, Lucas Cranach der Ältere, Caravaggio, Tizian, Canaletto, Giovanni Battista Tiepolo, Nicolas Poussin (Venus und Adonis), Georges de la Tour (Falschspieler mit Kreuz Ass, Der heilige Sebastian und Irene), Claude Lorrain, Watteau, François Boucher, El Greco (Dr. Francisco de Pisa), Diego Velázquez (Don Pedro de Barberana), Murillo, Jusepe de Ribera, Gianlorenzo Bernini, Francesco Guardi, Peter Paul Rubens (Herzog von Buckingham zu Pferd), Frans Hals, Jacob Isaacksz. van Ruisdael, Rembrandt (Bildnis eines jungen Juden), Francisco de Goya (Bild des Matadors Pedro Romero), Joshua Reynolds, Thomas Gainsborough, George Romney, Thomas Lawrence, William Turner (Glaucus und Scylla), Antonio Canova, Caspar David Friedrich, Frederic Leighton (Porträt von May Sartoris), J.-B. C. Corot, Jacques-Louis David, Eugène Delacroix, Camille Pissarro, Gustave Courbet, Claude Monet (La Pointe de la Hève bei Ebbe, Trauerweiden), Édouard Manet (Porträt Georges Clemenceau), Paul Gauguin (Selbstporträt), Edgar Degas, Cézanne (Maison Maria mit Blick auf Chateau Noire, Mann in blauem Rock), Pablo Picasso (Mann mit Pfeife), Joan Miró, Piet Mondrian, Henri Matisse (Asia), Georges Braque, James Ensor, Edvard Munch (Mädchen auf der Brücke). Daneben finden regelmäßig Wanderausstellungen statt.